# Vladislav Iavorski
Vladislav Iavorski (Владислав Яворский), aussi écrit Vladyslav Yavorskyy, (né le 21 juillet 1970) est un marchand ukrainien de pierres précieuses basé aux États-Unis et à Bali en Indonésie, considéré comme une référence mondiale en matière de spinelle. Il est également l'auteur d'au moins six livres sur les pierres précieuses, dont l'un a été nommé comme l'un des meilleurs livres pour les amateurs de gemmes par le magazine JCK en 2016.
Iavorski est reconnu par le New York Times comme un expert mondial des pierres précieuses et des mines émergentes.
Il gère la bijouterie en ligne IVY New York, ainsi que Yavorskyy, son entreprise éponyme où il commercialise des pierres précieuses. Son travail est apparu dans des publications telles que Grazia, Vogue, Allure, InStyle (en), et Harper's Bazaar,,,. Ses bijoux ont également été portée par des célébrités comme Jennifer Lopez, Taylor Swift ou Rihanna.

## Biographie

### Jeunesse et formation
Iavorski étudie la géologie à l'université d'Odessa. Pendant ses études, il prospecte dans les monts Baïkal, en Sibérie, dans l'Oural, l'Altaï, l'Extrême-Orient russe et le Pamir dans la province du Badakhshan (actuel Tadjikistan). Dès son entrée à l'université en 1987, il commence à vendre des pierres précieuses, principalement des spinelles, une pierre précieuse peu connue ou recherchée à l'époque. Il sort diplômé d'Odessa en 1992.

### Carrière
Après avoir obtenu son diplôme, Iavorski passe plusieurs années à voyager et à échanger des pierres précieuses en Allemagne, en Italie et en France, gagnant sa vie en tant que marchand indépendant. Il se rend aux États-Unis où il ouvre son premier bureau à New York en 1995. Il s'installe à Bangkok en 1999 où il ouvre une entreprise de taille de pierres précieuses. Il continue à s'occuper principalement de spinelles au début de sa carrière, se concentrant sur cette gemme moins connue par opposition aux pierres plus commerciales que sont les rubis, les saphirs et les émeraudes. Au fil des années, Iavorski devient spécialiste d'un certain nombre de pierres précieuses, notamment les saphirs non chauffés, les rubis, les grenats démantoïdes, les grenats tsavorites, etc. Il est surtout connu pour son style de taille unique, sa couleur, sa clarté et le haut niveau général des pierres qu'il vend.
Iavorski devient célèbre après une augmentation de la demande de spinelle,. Il est actuellement basé en Asie du Sud-Est et expose dans le monde entier. Il possède le plus grand et le plus célèbre spinelle bleu cobalt du monde provenant de la mine Luc Yen au Viêt Nam, et l'un des plus gros spinelle rouge pesant 110 carats.
Il est l'auteur de Terra Spinel, un livre qu'il a publié et imprimé à titre personnel en 2010 et qui contient des images qui documentent certaines de ses trouvailles de spinelle au fil des ans. Des images de mines, de villages, de paysages et de temples photographiés par ses soins au cours de ses aventures durant les 20 dernières années sont également incluses dans le livre. L'impression originale de ce livre a été vendue avec le dernier exemplaire vendu officiellement au prix record de 1 000 US$ l'exemplaire.
Son second livre, Terra Garnet, sort en 2014 et est nommé comme l'un des meilleurs livres sur les bijoux et les montres de l'année par le magazine JCK.
Son troisième livre, Terra Connoisseur, couvre toutes les pierres fines de couleur naturelle, contrairement aux publications précédentes qui se concentraient sur une pierre en particulier. Publié en 2017, il devient un best-seller mondial parmi les publications liées à la gemmologie et est nommé parmi les cinq meilleurs livres pour les amateurs de pierres précieuses par le magazine JCK. Une édition spéciale est plus tard publiée en Chine afin d'encourager l'intérêt gemmologique des lecteurs de langue chinoise.
En 2018, Iavorski sort Burma Gems et Sri Lanka Gems, deux livres consacrés aux pays de pierres précieuses les plus historiques et les plus importants de la planète, personnellement liés à l'auteur. Sri Lanka Gems est soutenu par le gouvernement du Sri Lanka et officiellement lancé lors de la cérémonie d'ouverture du salon Facets à Colombo.
Son dernier livre, Spinel from Pamir, en 2019, est consacré à la seule mine historique produisant du spinelle rouge dans les Joyaux de la Couronne. Il est accompagné d'un film documentaire unique en son genre sur la vie des habitants du village de Kuh-i-Lal, où l'extraction du précieux spinelle rose et rouge était traditionnellement pratiqué.